# Winzergenossenschaft Waldulm
Die Waldulmer Winzergenossenschaft eG, ist eine DLG empfohlene Winzergenossenschaft im Bereich Ortenauer Wein des Weinbaugebiets Baden. Sie hat ihren Sitz im Ortsteil Waldulm der Gemeinde Kappelrodeck im Achertal, einem Tal im Ortenaukreis im mittleren Schwarzwald und liegt etwa 20 km nordöstlich von Offenburg.

## Geschichte
Am 25. November 1928 wurde die Winzergenossenschaft Waldulm gegründet. Sie bestand ursprünglich aus dem Pfarrweinbergen und einigen wenigen Mitgliedswinzern. Inzwischen gehören über 200 Winzer der Genossenschaft an.

## Weinbau
Die genossenschaftlich organisierten Winzer bewirtschaften knapp 140 Hektar Rebfläche hauptsächlich in den Lagen Pfarrberg und Kreuzberg.

### Rebsorten
Mit 82 % Anteil am Rebsortenspiegel ist der Spätburgunder das Aushängeschild der Winzergenossenschaft. Die restlichen 18 % teilen sich die Weißweinsorten Grauburgunder, Weißburgunder, Müller-Thurgau und Riesling.

## Auszeichnungen und Prämierungen
- "Der Feinschmecker": Beste Weingüter Deutschlands 2011[3]
- Empfohlener Betrieb im Anbaugebiet Baden im "Gault-Millau WeinGuide 2011"[4]
- Top 100 Weinbaubetrieb in Deutschland (Platz 25) des DLG Weinguide 2010[5] und 2012[6]
- mehrfach DLG Prämierungen in Gold, Silber und Bronze